# Dosarele X (sezonul 3)
Al treilea sezon al serialului de televiziune științifico-fantastic Dosarele X a fost difuzat pe Fox în Statele Unite în perioada 22 septembrie 1995 - 17 mai 1996. Sezonul cuprinde 24 de episoade. Serialul urmărește investigarea unor cazuri paranormale sau supranaturale, cunoscute sub numele de dosarele X, de către agenții Biroului Federal de Investigații Fox Mulder⁠(d) (David Duchovny) și Dana Scully⁠(d) (Gillian Anderson).
Evenimentele celui de-al treilea sezon continuă să dezvolte conspirația din sezoanele precedente: Mulder descoperă o înregistrare cu autopsia unui extraterestru⁠(d), Scully pornește pe urmele asasinului surorii sale și misterul din jurul informatorului X⁠(d) (Steven Williams). Personaje esențiale precum First Elder⁠(d) (Don S. Williams⁠(d)) și virusul extraterestru uleiul negru⁠(d) sunt introduse pentru prima dată în acest sezon. Mai mult, sezonul prezintă o mare diversitate de episoade independente cu „monstrul săptămânii⁠(d)”.
Sezonul a obținut ratinguri mai mari decât precedentul. Primul episod al  sezonului - „The Blessing Way⁠(d)” - a avut un rating Nielsen de 19,94, dublu față de premiera primului episod din sezonul anterior. Ratingurile au rămas în mod constant peste 15,0, devenit astfel unul dintre cele mai urmărite seriale din sezonul de televiziune 1995-1996⁠(d). Sezonul a primit recenzii în general pozitive din partea criticilor de televiziune, câștigând cinci Premii Primetime Emmy⁠(d). O mare parte din episoadele scrise de Darin Morgan⁠(d) au fost lăudate de critici, inclusiv „Clyde Bruckman's Final Repose⁠(d)” și „Jose Chung's From Outer Space⁠(d)”, considerate unele dintre cele mai bune episoade ale serialului.

## Rezumat
Serialul se concentrează pe investigațiile paranormale ale agenților FBI Fox Mulder (David Duchovny) și Dana Scully (Gillian Anderson). Ca urmare a evenimentelor din ultimul episod al celui de-al doilea sezon, Mulder este găsit în deșertul din New Mexico în grija amerindianului Albert Hosteen⁠(d) (Floyd Red Crow Westerman). Între timp, Scully investighează programul de eradicare a variolei și descoperă un om de știință nazist implicat în experimente ale căror scop este crearea unor hibrizi (jumătate om-jumătate extratereștri). Sora sa, Melissa (Melinda McGraw⁠(d)), este împușcată accidental de asasini aflați pe urmele sale și moare la spital.
În încercarea de a dovedi autenticitatea unei înregistrări cu autopsia unui extraterestru⁠(d), Mulder se infiltrează într-un vagon guvernamental secret care transportă un hibrid extraterestru-om. Santinela vagonului, un agent al Sindicatului⁠(d), încearcă să-l ucidă, însă este salvat în ultima clipă de informatorul X⁠(d) (Steven Williams); acesta primise informații despre planul lui Mulder din partea partenerei sale. În același timp, Scully întâlnește un grup de sprijin alcătuit din victime ale răpirilor extraterestre și intră în contact cu un alt membru al Sindicatului - First Elder⁠(d) (Don S. Williams⁠(d)). Bătrânul îi dezvăluie acesteia că și ea a fost subiectul mai multor experimente desfășurate de oameni de știință japonezi într-un vagon similar celui vânat de Mulder.
Echipajul unei nave de salvare franceze încearcă să recupereze un submarin din perioada celui de-al Doilea Război Mondial de pe fundul mării și suferă de arsuri profunde cauzate de radiații, cu excepția unui singur membru infectat cu un ulei negru⁠(d) parazitar descoperit pe submarin. Substanța controlează corpul marinarului și, după schimbarea mai multor gazde, ajunge în trupul agentului Alex Krycek⁠(d) (Nicholas Lea). Acesta se îndreaptă spre un siloz de rachete utilizat pentru a ascunde un OZN, iar substanța îi părăsește corpul și pătrunde în nava spațială. Între timp, Scully îl urmărește pe Luis Cardinal⁠(d), persoana responsabilă de moartea surorii sale.

## Scenariu
Dezvoltarea primului episod al sezonului - „The Blessing Way” - a început cu finalul celui de-al doilea sezon - „Anasazi⁠(d)”. R. W. Goodwin⁠(d) a regizat atât „Anasazi”, cât și „Talitha Cumi⁠(d)”, ultimul episod al sezonului trei. Rob Bowman a regizat în total opt episoade pentru acest sezon, fiind urmat de Kim Manners⁠(d) cu șapte episoade. Creatorul serialului - Chris Carter - a fost  producător executiv, showrunner⁠(d) și autorul a opt dintre cele 24 de episoade.
Darin Morgan a avut o contribuție minoră la sezonul al doilea și a fost rugat să revină pentru următorul sezon. A apărut pentru prima dată în „The Host⁠(d)” în rolul omului-trematod și l-a ajutat pe fratele său, Glen Morgan, la scrierea episodului „Blood⁠(d)”. Darin a redactat scenariul pentru episodul  „Humbug⁠(d)” din sezonul precedent, materialul primind recenzii pozitive din partea echipei de scriitori. David Duchovny a descris în termeni pozitivi relația sa cu Morgan, declarând că acesta „parcă încerca să distrugă serialul cu ajutorul scenariilor sale”. Morgan a scris în total trei episoade, însă a părăsit proiectul, deoarece nu putea să țină pasul cu natura alertă a industriei televiziunii și a avut o opinie negativă cu privire la modul în care au fost gestionate scenariile de televiziune⁠(d), în ciuda comentariilor pozitive venite atât din parte criticilor, cât și a echipei sale. De asemenea, a contribuit la episodul „Quagmire⁠(d)” Vince Gilligan a redactat un singur episod pentru sezonul trei și a devenit consultant. David Duchovny a contribuit la povestea episoadelor „Avatar⁠(d)” și „Talitha Cumi”.
Pe lista noilor scriitori ai celui de-al treilea sezon se numărau editorul Jeff Vlaming⁠(d) (2 episoade), producătorul supervizor Charlie Craig⁠(d) (1 episod), Kim Newtown (2 episoade) și scriitorul John Shiban⁠(d) (2 episoade). Cu excepția lui Shiban, toți acești scriitori au părăsit echipa după acest sezon. Producătorul de efecte vizuale Mat Beck a scris un episod.

## Teme
Episoadele „Nisei⁠(d)” și „731⁠(d)” prezintă o latură mai întunecată a serialului, explorând lipsa de încredere a publicului în instituțiile guvernamentale. Alte episoade — precum „Talitha Cumi”, „Piper Maru⁠(d)” și „Apocrypha⁠(d)” — explorează concepte similare, având ca principal antagonist agenții guvernului din umbră⁠(d). În timp ce „2Shy⁠(d)”, „Pusher⁠(d)” și „Grotesque⁠(d)”  prezintă răufăcători sadici, episodul „Oubliette⁠(d)” analizează legătura telepatică dintre victima unei răpiri și torționarul său. Povestea episodului este inspirată de cazul Polly Klaas⁠(d) și oferă observații atât cu privire la sindromul Stockholm, cât și la trauma psihică.
Pe lângă extratereștri și criminali în serie, unele episoade gravitează în jurul unor monștri tradiționali inspirați de filmele de categoria B și filmele de groază - „War of the Coprophages⁠(d)” (despre gândaci ucigași) și „Quagmire⁠(d)” (un monstru similar legendei din Loch Ness). Episoadele „D.P.O.⁠(d)”, „Syzygy⁠(d)” și „War of the Coprofhages” conțin elemente satirice. Atât „Clyde Bruckman’s Final Repose”, cât și „Jose Chung’s From Outer Space” ironizează trăsăturile specifice genului, mitologia serialului și afirmațiile despre extratereștri.

## Distribuție

### Actori principali
- David Duchovny - agentul FBI Fox Mulder
- Gillian Anderson - agentul FBI Dana Scully

### Actori secundari
- Mitch Pileggi - Walter Skinner
- Steven Williams - X
- William B. Davis - Cigarette Smoking Man
- Nicholas Lea - Alex Krycek
- Tom Braidwood - Melvin Frohike
- Bruce Harwood - John Fitzgerald Byers
- Dean Haglund - Richard Langly
- Brendan Beiser - Pendrell
- Lenno Britos - Luis Cardinal
- Don S. Williams - First Elder
- Steven Williams - X
- Sheila Larken - Margaret Scully
- John Neville - Well-Manicured Man
- Rebecca Toolan - Teena Mulder

### Actori invitați
- Peter Donat - William Mulder
- Jerry Hardin - Deep Throat
- Melinda McGraw - Melissa Scully
- Stephen McHattie - Red-Haired Man
- Morris Panych - Grey-Haired Man
- Floyd Westerman - Albert Hosteen
- Roy Thinnes - Jeremiah Smith
- Brian Thompson - Alien Bounty Hunter
- Robert Wisden - Robert Patrick Modell

## Episoade
Episoadele marcate cu crucea dublă (‡) sunt episoade cu elemente din mitologia serialului⁠(d).
| Nr. în serial | Nr. în sezon | Titlu                              | Regizat de       | Scris de                                                              | Data difuzării     | Cod de producție | U.S. telespectatori (milioane) |
| --- | ------------ | ---------------------------------- | ---------------- | --------------------------------------------------------------------- | ------------------ | ---------------- | ------------------------------ |
| 50 | 1            | „The Blessing Way⁠(d)”‡             | R. W. Goodwin    | Chris Carter                                                          | 22 septembrie 1995 | 3X01             | 19.94                          |
| Un Mulder muribund este găsit într-o rezervație navajo din New Mexico și este îngrijit de tribul amerindian condus de Albert Hosteen (Westerman). Între timp, Scully investighează un implant descoperit în propriul gât și se teme că atât viața sa, cât și cea a familiei sale este în pericol. |              |                                    |                  |                                                                       |                    |                  |                                |
| 51 | 2            | „Paper Clip⁠(d)”‡                   | Rob Bowman       | Chris Carter                                                          | 29 septembrie 1995 | 3X02             | 17.20                          |
| Agenții investighează originea unei vechi fotografii cu tatăl lui Mulder și alți bărbați necunoscuți. Pe parcursul anchetei, cei doi obțin informații guvernamentale secrete și descoperă un doctor nazist suspectat de desfășurare unor experimente medicale ale căror scop este conceperea unor noi rase de extratereștri umanoizi.                                                                                        |              |                                    |                  |                                                                       |                    |                  |                                |
| 52 | 3            | „D.P.O.⁠(d)”                        | Kim Manners      | Howard Gordon                                                         | 6 octombrie 1995   | 3X03             | 15.57                          |
| Mulder și Scully investighează o serie de decese cauzate de trăsnete în Oklahoma. Aceștia nu-și pot explica cum un tânăr emotiv a supraviețuit mai multor lovituri de fulger, în timp ce alți cinci bărbați din zonă și-au pierdut viața. |              |                                    |                  |                                                                       |                    |                  |                                |
| 53 | 4            | „Clyde Bruckman's Final Repose⁠(d)” | David Nutter     | Darin Morgan                                                          | 13 octombrie 1995  | 3X04             | 15.38                          |
| Mulder privește cu scepticism afirmațiile unui faimos medium despre moarte mai multor clarvăzători, dar întâlnește ulterior un bărbat pe care îl suspectează că poate prezice cu adevărat viitorul. Capturarea ucigașului s-ar putea dovedi dificilă, în special dacă acesta își poate prezice propriul viitor. |              |                                    |                  |                                                                       |                    |                  |                                |
| 54 | 5            | „The List⁠(d)”                      | Chris Carter     | Chris Carter                                                          | 20 octombrie 1995  | 3X05             | 16.72                          |
| Un deținut condamnat la moarte promite că va reveni la viață după execuție pentru a ucide cele cinci persoane vinovate de moartea sa. Neștiind numele acestora, deținuții și gardienii încearcă să afle dacă sunt pe listă, iar în același timp, Mulder și Scully încearcă să determine cum a revenit din morți pentru a-și elimina călăii.                                                                                  |              |                                    |                  |                                                                       |                    |                  |                                |
| 55 | 6            | „2Shy⁠(d)”                          | David Nutter     | Jeffrey Vlaming                                                       | 3 noiembrie 1995   | 3X06             | 14.83                          |
| Un criminal în serie carismatic își selectează victimele în mediul online și le seduce cu diverse poeme italiene. Mulder și Scully descoperă că toate cadavrele sunt acoperite de o substanță ciudată care digeră acizii grași din țesutul muscular al victimelor. |              |                                    |                  |                                                                       |                    |                  |                                |
| 56 | 7            | „The Walk⁠(d)”                      | Rob Bowman       | John Shiban                                                           | 10 noiembrie 1995  | 3X07             | 15.91                          |
| Mulder este convins că tentativa de sinucidere a unui soldat internat într-un spital militar a fost împiedicată de un „soldat-fantomă”. Deși generalul se opune inițial investigației, acesta acceptă ajutorul agenților FBI când devine el însuși victima spectrului. Situația se schimbă însă când se dezvăluie principalul suspect: un soldat fără brațe și picioare.                                                     |              |                                    |                  |                                                                       |                    |                  |                                |
| 57 | 8            | „Oubliette⁠(d)”                     | Kim Manners      | Charles Grant Craig                                                   | 17 noiembrie 1995  | 3X08             | 15.90                          |
| Când o adolescentă este răpită din propria casă, o muncitoare din industria fast-food aflate l câteva mile depărtare își pierde cunoștința la locul de muncă. Mulder descoperă că aceasta a fost răpită în copilărie și ținută ostatică ani de zile de același criminal, iar între cele două victime pare să existe o legătură telepatică.                                                                                   |              |                                    |                  |                                                                       |                    |                  |                                |
| 58 | 9            | „Nisei⁠(d)”‡                        | David Nutter     | Chris Carter & Howard Gordon & Frank Spotnitz                         | 24 noiembrie 1995  | 3X09             | 16.36                          |
| Mulder și Scully investighează autenticitate unei casete video cu autopsia unui extraterestru. În cadrul anchetei, cei doi descoperă că distribuitorul casetei este ucis în propria casă de un diplomat japonez. Cercetarea îl conduce pe Mulder la un vagon de tren care transportă o încărcătură valoroasă, iar Scully intră în contact cu grupul Mutual OZN Newtork și descoperă mai multe femei care susțin că o cunosc. |              |                                    |                  |                                                                       |                    |                  |                                |
| 59 | 10           | „731⁠(d)”‡                          | Rob Bowman       | Frank Spotnitz                                                        | 1 decembrie 1995   | 3X10             | 17.68                          |
| Mulder este blocat împreună cu un agent NSA într-un vagon de tren conectat la un dispozitiv explozibil. Între timp, Scully continuă să studieze misterul din jurul răpirii sale. |              |                                    |                  |                                                                       |                    |                  |                                |
| 60 | 11           | „Revelations⁠(d)”                   | David Nutter     | Kim Newton                                                            | 15 decembrie 1995  | 3X11             | 15.25                          |
| Mulder investighează o serie de crime motivate religios. Toate cele 11 victime au susținut că au stigmate, însă afirmațiile s-au dovedit a fi frauduloase. Când agenții descoperă un băiețel care prezintă răni inexplicabile de natură religioasă, încearcă să-l protejeze de ucigașul aflat pe urmele sale. |              |                                    |                  |                                                                       |                    |                  |                                |
| 61 | 12           | „War of the Coprophages⁠(d)”        | Kim Manners      | Darin Morgan                                                          | 5 ianuarie 1996    | 3X12             | 16.32                          |
| Într-o mică localitate, toate persoanele recent decedate sunt acoperite cu gândaci. Lucrând de acasă, Scully oferă explicații științifice pentru toate întâmplările, însă Mulder - însoțit de o entomologistă atractivă - bănuiește că insectele ar fi de origine extraterestră. |              |                                    |                  |                                                                       |                    |                  |                                |
| 62 | 13           | „Syzygy⁠(d)”                        | Rob Bowman       | Chris Carter                                                          | 26 ianuarie 1996   | 3X13             | 16.04                          |
| Cei doi agenți investighează mai multe cazuri inexplicabile de crimă în New Hampshine și descoperă că alinierea unor planete afectează comportamentul localnicilor. |              |                                    |                  |                                                                       |                    |                  |                                |
| 63 | 14           | „Grotesque⁠(d)”                     | Kim Manners      | Howard Gordon                                                         | 2 februarie 1996   | 3X14             | 18.32                          |
| Agenții colaborează cu agentul FBI Bill Patterson, mentorul lui Mulder, în vederea capturării unui criminal în serie care pretinde că este posedat de un spirit demonic. Cazul devine și mai misterios când suspectul este reținut, iar crimele nu par să înceteze. |              |                                    |                  |                                                                       |                    |                  |                                |
| 64 | 15           | „Piper Maru⁠(d)”‡                   | Rob Bowman       | Frank Spotnitz & Chris Carter                                         | 9 februarie 1996   | 3X15             | 16.44                          |
| Când o navă de salvare franceză încearcă să recupereze o epavă misterioasă pierdută în timpul celui de-al Doilea Război Mondial, echipajul cade pradă unei boli neobișnuite, iar agenții Mulder și Scully se implică în investigație. Ancheta îi va aduce pe cei doi față în față cu Alex Krycek. |              |                                    |                  |                                                                       |                    |                  |                                |
| 65 | 16           | „Apocrypha⁠(d)”‡                    | Kim Manners      | Frank Spotnitz & Chris Carter                                         | 16 februarie 1996  | 3X16             | 16.71                          |
| Mulder continuă să investigheze boala bizară manifestată odată cu descoperirea unei epave misterioase, dar numeroase figuri guvernamentale încearcă să-i zădărnicească ancheta. Între timp, Scully este convinsă că asasinul surorii sale se află pe urmele directorului adjunct Walter Skinner. |              |                                    |                  |                                                                       |                    |                  |                                |
| 66 | 17           | „Pusher⁠(d)”                        | Rob Bowman       | Vince Gilligan                                                        | 23 februarie 1996  | 3X17             | 16.20                          |
| Mulder și Scully sunt rugați să revizuiască cazul unui bărbat capabil de a-i supune pe alții voinței sale. Supranumit „Pusher”, suspectul își folosește abilitățile misterioase pentru a-l manipula pe agentul Mulder și a-l obliga să participe la un joc cu posibile consecințe fatale. |              |                                    |                  |                                                                       |                    |                  |                                |
| 67 | 18           | „Teso Dos Bichos⁠(d)”               | Kim Manners      | John Shiban                                                           | 8 martie 1996      | 3X18             | 17.38                          |
| O serie de decese au loc la scurt timp după transportul unui artefact antic dintr-un sit ecuadorian în Boston. Conform lui Scully, decesele par a fi rezultatul unor acțiuni teroriste, dar Mulder suspectează ceva mult mai improbabil: un spectru animalic. |              |                                    |                  |                                                                       |                    |                  |                                |
| 68 | 19           | „Hell Money⁠(d)”                    | Tucker Gates     | Jeffrey Vlaming                                                       | 29 martie 1996     | 3X19             | 14.86                          |
| Mai multe decese misterioase în rândul imigranților chinezi atrag atenția celor doi agenți FBI. Odată sosiți în cartierul chinezesc din San Francisco, aceștia fac echipă cu un detectiv chinezo-american pentru înțelege mai bine limba și obiceiurile chinezești, însă un lucru este clar - din toate cadavrele lipsesc organe interne.                                                                                    |              |                                    |                  |                                                                       |                    |                  |                                |
| 69 | 20           | „Jose Chung's From Outer Space⁠(d)” | Rob Bowman       | Darin Morgan                                                          | 12 aprilie 1996    | 3X20             | 16.08                          |
| Când un cuplu de adolescenți pretinde că a fost răpit de extratereștri, agenții Mulder și Scully încearcă să afle adevărul, dar toată lumea are o versiune diferită a celor întâmplate, inclusiv „extratereștrii” înșiși. |              |                                    |                  |                                                                       |                    |                  |                                |
| 70 | 21           | „Avatar⁠(d)”                        | James Charleston | Poveste de: David Duchovny & Howard Gordon Scenariu de: Howard Gordon | 26 aprilie 1996    | 3X21             | 14.62                          |
| Directorul adjunct Skinner se află în mijlocul unui divorț. Acesta întâlnește o femeie într-un bar și își petrece noaptea alături de ea. În dimineața următoare, femeia este moartă, iar Skinner este acuzat de crimă. Agenții Mulder și Scully se alătură anchetei pentru a-i demonstra nevinovăția. |              |                                    |                  |                                                                       |                    |                  |                                |
| 71 | 22           | „Quagmire⁠(d)”                      | Kim Manners      | Kim Newton                                                            | 3 mai 1996         | 3X22             | 16.00                          |
| Când mai multe dispariții și câteva decese misterioase au loc lângă lacul unui orășel, iar Mulder și Scully sunt chemați să investigheze. Localnicii sunt convinși că un șarpe gigantic este vinovat de cele întâmplate. |              |                                    |                  |                                                                       |                    |                  |                                |
| 72 | 23           | „Wetwired⁠(d)”                      | Rob Bowman       | Mat Beck                                                              | 10 mai 1996        | 3X23             | 14.48                          |
| Agenții investighează o serie de omucideri comise de cetățeni obișnuiți după vizionarea unor imagini iluzorii. |              |                                    |                  |                                                                       |                    |                  |                                |
| 73 | 24           | „Talitha Cumi⁠(d)”‡                 | R. W. Goodwin    | Poveste de: David Duchovny & Chris Carter Scenariu de: Chris Carter   | 17 mai 1996        | 3X24             | 17.86                          |
| Cei doi agenți pornesc pe urmele unui bărbat care pare să posede puteri misterioase și ajung să descopere un secret periculos despre Sindicat și familia lui Mulder. |              |                                    |                  |                                                                       |                    |                  |                                |

## Recepție

### Ratinguri
Al treilea sezon din Dosarele X a debutat cu episodul „The Blessing Way” pe 22 septembrie 1995. Acesta a obținut un rating Nielsen de 12.3 (i.e. 12.3% din toate gospodăriile echipate cu televizor) și o cotă de piață de 22 (i.e. 22% din gospodării au urmărit serialul). Episodul a fost vizionat de 19.94 milioane de telespectatori. La acea vreme, „The Blessing Way” a fost cel mai bine cotat episod din Dosarele X, recordul anterior aparținând episodului „Fresh Bones⁠(d)” din sezonul doi (rating de 11.3 și cotă de 19). După primul episod, ratingurile au început să scadă ușor și s-au stabilizat. Episodul final - „Talitha Cumi” - a depășit acest record, fiind vizionat de 17.86 milioane de telespectatori. Cel mai slab episod al sezonului a fost „Wetwired⁠(d)”, urmărit de doar 14.48 milioane de telespectatori.
Serialul s-a clasat pe locul 55 în timpul sezonului de televiziune 1995–96⁠(d) și a fost vizionat în medie de 15.40 milioane de telespectatori, o creștere cu aproape șapte procente în comparație cu al doilea sezon, a cărui medie a fost 14.50. În timpul celui de-al treilea sezon, Dosarele X a devenit cel mai bine popular serial al rețelei Fox în rândul populației cu vârste cuprinse între 18 și 49 de ani. Sezonul trei era difuzat vineri seara; odată cu al patrulea sezon, serialul a fost mutat duminică.

### Recenzii

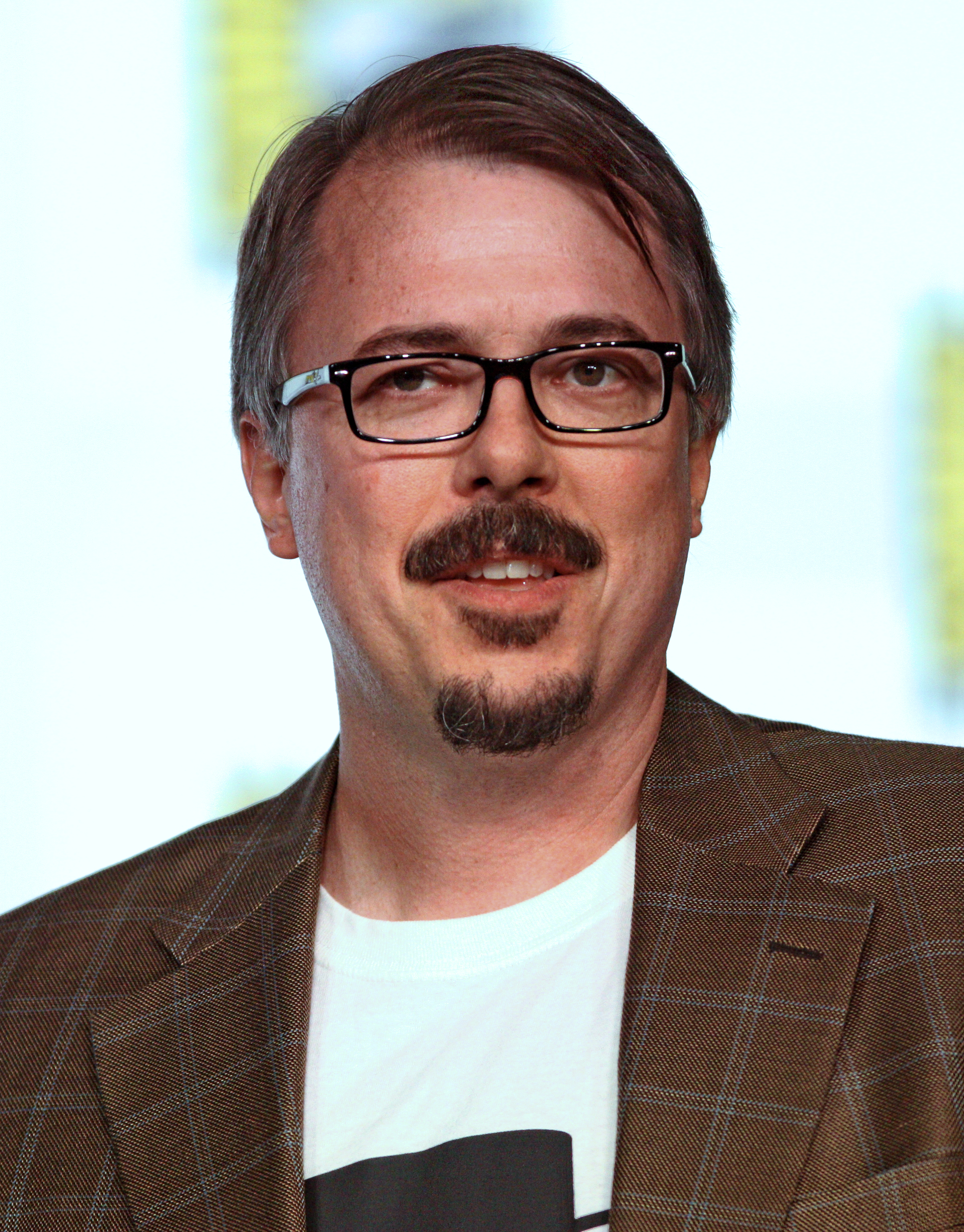
Episodul „” a fost scris de Vince Gilligan și este considerat unul dintre cele mai bune episoade ale sezonului.

Într-un articol pentru ziarul online The A.V. Club⁠(d), Emily VanDerWerff a caracterizat sezonul de față drept „cel mai bun sezon și probabil unul dintre cele mai grozave sezoane de televiziune din toate timpurile”. Cu toate acestea, a considerat că primul episod - „The Blessing Way” - lasă de dorit. Zack Handlen, colegul lui VanDerWerff, a menționat că sezonul a fost „unul dintre cele mai bune ale serialului”, iar episoadele „Clyde Bruckman’s Final Repose” și „Jose Chung’s From Outer Space” drept „cele mai bune două ore din Dosarele X”. Contribuțiile lui Morgan au fost considerate ca fiind mai bune momente ale sezonului. Episodul său - „War of the Coprophges” - a primit recenzii pozitive, iar Entertainment Weekly i-a acordat nota A, lăudând absurditatea și scenele sale amuzante. Un alt episod la care a contribuit - „Quagmire” - a primit recenzii pozitive pentru dialogul de 10 minute dintre Mulder și Scully.
De asemenea, episodul „Pusher” a fost citat drept unul dintre cele mai bune episoade ale serialului atât de către IGN, cât și de Den of Geek. Tom Kessenich l-a numit drept al treilea cel mi bun episod din Dosarele X și „cel mai bun episod cu 'monstrul săptămânii' din istoria serialului” în cartea Examination: An Unauthorized Look at Seasons 6–9 of the X-Files. Episodul preferat al actorului David Duchovny a fost „Oubliette”, acesta obținând cu precădere recenzii pozitive. Într-un articol pentru DVD Talk⁠(d), Earl Cressey a evaluat sezonul cu patru stele și jumătate din cinci, menționând că odată cu creșterea bugetului, valoarea producției și calitate invitațiilor le-au depășit pe cele din sezoanele precedente.

### Premii
Al treilea sezon a obținut opt nominalizări la Premiile Primetime Emmy⁠(d). Nu a reușit să obțină premiul la categoriile „cel mai bun serial dramatic”, „cea mai bună actriță într-un serial dramatic” (Gillian Anderson) și „Outstanding Art Direction for a Single-Camera Series⁠(d)” (episodul „Jose Chung's From Outer Space), însă a câștigat „cel mai bun scenariu pentru un serial dramă⁠(d)” („Clyde Bruckman’s Final Repose”), „cel mai bun actor invitat într-un serial dramatic⁠(d)” (Peter Boyle în același episod), „Outstanding Sound Editing for a Limited or Anthology Series, Movie or Special⁠(d)” („Nisei), „Outstanding Sound Mixing for a Comedy or Drama Series⁠(d)” („Nisei”) și „Outstanding Cinematography for a One Hour Series⁠(d)” (John S. Bartley pentru „Grotesque”). Duchovny și Anderson au fost amândoi nominalizați la Premiu Globul de Aur pentru interpretarea lor.